# Pearl Bailey
Pearl Mae Bailey, född 29 mars 1918 i Newport News i Virginia, död 17 augusti 1990 i Philadelphia i Pennsylvania, var en amerikansk skådespelare och sångerska.

## Filmografi i urval
- 1947 - 40 stjärnor och en flicka
- 1948 - Sång, musik och vackra flickor
- 1954 - Carmen Jones
- 1956 - Pippi i pyjamas
- 1958 - St. Louis Blues
- 1959 - Porgy and Bess
- 1960 - De unga kannibalerna
- 1970 - The Landlord
- 1971 - The Pearl Bailey Show (TV-serie)
- 1977 - Kärlek ombord (TV-serie)
- 1979 - Mupparna (TV-serie)
- 1981 - Micke och Molle: Vänner när det gäller (röst)

## Teater
| År   | Roll                 | Produktion                                     | Regi           | Teater                           |
| ---- | -------------------- | ---------------------------------------------- | -------------- | -------------------------------- |
| 1967 | Dolly Gallagher Levi | Hello, Dolly! Michael Stewart och Jerry Herman | Gower Champion | St. James Theatre, New York, USA |